# Дводомни систем
У државама које имају дводомни систем, такође бикамерални систем или бикамерализам (лат. bi — два + лат. camera — комора, дом), законодавну власт држе два дома, доњи и горњи дом. Овај систем се примењује у великим државама.

## Историја дводомних законодавних тела
Британски парламент се често назива Мајка парламента (то је заправо погрешно цитирање Џона Брајта, који је 1865. године приметио да је „Енглеска мајка парламената“) јер је Британски парламент био узор већини других парламентарних система, и његова начела су створила многе друге парламенте. Порекло британске дводомности може се пратити до 1341. године, када су се заједнице први пут састале одвојено од племства и свештенства, стварајући оно што је заправо било горња и доња комора, са витезовима и мештанима који су седели у овој другој. Ово Горње веће постало је познато као Дом лордова од 1544. године надаље, а Доње веће је постало познато као Доњи дом, заједнички познато под називом парламент.
Многе нације са парламентима су у извесној мери опонашале британски „трослојни“ модел. Већина земаља у Европи и Комонвелту имају на сличан начин организоване парламенте са углавном церемонијалним шефом државе који формално отвара и затвара парламент, великим изабраним доњим домом и (за разлику од Британије) мањим горњим домом.
Очеви оснивачи Сједињених Држава такође су фаворизовали дводомно законодавно тело. Идеја је била да Сенат буде богатији и мудрији. Бенџамин Руш је приметио да је „ова врста доминације скоро увек повезана са богатством“. Сенат је створен да стабилизује снаге, које нису бирали масовни бирачи, већ су их бирали државни законодавци. Сенатори би били образованији и промишљенији - нека врста републичког племства - и супротстављени ономе што је Џејмс Мадисон сматрао „несталношћу и страшћу“ која би могла да обузме Дом.
Он је даље приметио да се „употреба Сената састоји у томе да се он делује са више хладнокрвности, са више систематичности и са више мудрости, него популарна грана”. Мадисонов аргумент навео је Фрејмерса да одобри Сенату прерогативе у спољној политици, области у којој су се постојаност, дискреција и опрез сматрали посебно важним. Државни законодавци бирали су Сенат, и сенатори су морали да поседују значајну имовину да би се сматрали вредним и довољно разумним за ту позицију. Године 1913, усвојен је 17. амандман који је налагао избор сенатора народним гласањем, а не државним законодавним телом.
Као део великог компромиса, оснивачи су изумели ново образложење за дводомност у коме је Сенат имао једнак број делегата по држави, а Дом је имао представнике према релативној величини популације.

## Комуникација између домова
Формална комуникација између домова одвија се на различите начине, укључујући:
Слање порукаФормална обавештења, као што су резолуције или доношење закона, обично се формулишу у писаном облику, посредством службеника и говорника сваке куће.
Преношењезакона или измена закона за које је потребна сагласност другог дома.
Заједничка седницапленарна седница оба дома у исто време и на истом месту.
Заједнички одборикоје могу формирати одбори сваког дома који пристану да се придруже, или заједничком резолуцијом сваког дома. Конгрес Сједињених Држава има конференцијске одборе за решавање неслагања између верзија закона Представничког дома и Сената, сличних „Конференцијама“ у Вестминстерским парламентима.
КонференцијеКонференције домова енглеског (касније британског) парламента састају се у обојеној комори Вестминстерске палате. Историјски гледано, постојала су два различита типа: „обични“ и „слободни“. Британски парламент је последњи пут одржао редовну конференцију 1860. године - чија је разрађена процедура резултирала једноставнијим слањем порука. Слободна конференција решава спор путем „менаџера“ који се састају мање формално насамо. Последња бесплатна конференција у Вестминстеру била је 1836. године о измени Закона о општинским корпорацијама из 1835. године, претходна је била 1740. године - са не много већим успехом од обичних конференција, слободни тип је уступио већу транспарентност порука.
У Парламенту Аустралије одржане су две формалне конференције, 1930. и 1931, као и многе неформалне конференције. Према подацима из 2007, „конференција менаџера” остаје уобичајена процедура за решавање спорова у Парламенту Јужне Аустралије. У Парламенту Новог Јужног Велса 2011. године, Законодавна скупштина је затражила слободну конференцију са Законодавним већем о закону о графитима; након годину дана Савет је то одбио, описавши механизам као архаичан и неприкладан. Два дома Парламента Канаде такође су користила конференције, али не од 1947. године (иако задржавају могућност).

## Концепт
Дводомни системи постоје тамо где има федералних јединица или привилегованих слојева друштва. Домови су обично настајали да би се дала једнака права народу као и аристократама. Једна од разлика у односу на једнодомни систем је у главној предности једнодомног система — чим закон прође, одмах ступа на снагу, док у дводомном систему један дом може прихватити закон а други га одбити. Многе комунистичке земље као Народна Република Кина и Република Куба имају једнодомну скупштину, зато што комунистичке владе тих земаља сматрају да други дом даје већа права аристократији. Главна предност у односу на једнодомни систем је што у једнодомном систему онај ко контролише скупштину, контролише и извршну власт.

## Земље са дводомним системом
Отприлике половина земаља света има дводомни систем, укључујући велесилу Сједињене Америчке Државе, те друге државе као што је Аустралија, Босна и Херцеговина, Италија, Канада, Нигерија, Русија, Уједињено Краљевство, Филипини, Швајцарска, Шпанија... Бивша Краљевина Југославија је такође имала дводомни систем.